# Joaquín Piña Batllevell
Pour les articles homonymes, voir Piña (homonymie).
Joaquín Piña Batllevell, né le 25 mai 1930 à Sabadell, en Catalogne (Espagne) et décédé le 8 juillet 2013 à Buenos Aires (Argentine) est un prêtre jésuite espagnol, missionnaire au Paraguay et en Argentine. Nommé évêque de Puerto Iguazú en 1986, il est connu pour son action sociale dans les régions rurales. Il n’hésitait pas non plus à intervenir dans les questions politiques lorsqu’il estimait que le bien public était menacé. 

## Biographie

### Missionnaire au Paraguay
Né le 25 mai 1930 à Sabadell, en Espagne, Joaquín Piña Batllevell entre au noviciat de la Compagnie de Jésus. Il fait des études d’histoire et de philosophie dans sa Catalogne natale. Il est ordonné prêtre le 10 décembre 1961. Envoyé comme missionnaire au Paraguay, il y est d’abord nommé dans la paroisse d’Itatí, dans un barrio du même nom dans la capitale provinciale. Il y pilote une intense activité sociale auprès des petits fermiers et travailleurs de la terre, y encourageant la fondation des « ligues agraires » qui, dans leur défense des petites propriétés terriennes, sont souvent en conflit avec le régime dictatorial du général Alfredo Stroessner. 

### Évêque de Puerto Iguazú
Le 16 juin 1986 il est nommé évêque du nouveau diocèse de Puerto Iguazú, une ville située à l’extrême nord de l’Argentine, aux confins du Brésil et du Paraguay. Si le diocèse se trouve en Argentine, ses fidèles appartiennent au même peuple des Guaranis qu’il a connu de l’autre côté de la frontière, au Paraguay. Sa consécration épiscopale a lieu le 16 août de la même année. 
Dès son arrivée à Puerto Iguazú, il oriente la pastorale du nouveau diocèse vers l’aide et le soutien aux secteurs plus défavorisés y compris les communautés Guaranis frappées par une pauvreté extrême. La devise de Piña, « Aider à servir », est son programme.

### Défenseur des institutions civiques
En 2006 sa défense des institutions civiques lui acquiert une notoriété nationale. Avec le soutien du président de la Conférence épiscopale argentine, Jorge Bergoglio, il inspire un « Front uni (multipartis) pour la dignité » [FUD] s’opposant vigoureusement à l’élection du gouverneur Carlos Rovira pour un troisième mandat à la tête de la province de Misiones. Son expression favorite : « Un gouvernement qui se prolonge, se corrompt. » La province de Misiones était en réalité un laboratoire d’essais en vue de préparer des réélections indéfinies dans d’autres provinces plus importantes, dont celle de Buenos Aires.
Peu après, atteint par l’âge il donne sa démission comme évêque de Puerto Iguazú (3 octobre 2006) et se retire dans la communauté jésuite de Posadas, tout en continuant à être actif dans le domaine social. En 2007, il publie Amé la Justicia y odié la mentira (« J’ai aimé la justice et haï de mensonge ») et en 2010, La verdad los hará libres (« La vérité vous rendra libres »).
Le 8 juillet 2013, Joaquín Piña Batllevell, évêque émérite de Puerto Iguazú, meurt d’une défaillance cardiaque alors qu’il subit une intervention chirurgicale au cœur, dans un hôpital de Buenos Aires. 